# Bullapur, Raichur
Bullapur là một làng thuộc tehsil Raichur, huyện Raichur, bang Karnataka, Ấn Độ.